# Strofa parzystowersowa
Strofa parzystowersowa – strofa składająca się z parzystej liczby linijek. Do grupy strof parzystowersowych należą dystych, wszystkie odmiany tetrastychu, sekstyna, oktostych, oktawa, decyma i strofa onieginowska. W literaturze polskiej strofy parzystowersowe występują częściej niż nieparzystowersowe, przy czym najpowszechniej wykorzystywana jest strofa czterowersowa. Przykładem strofy parzystowersowej jest wspomniana oktawa, zastosowana między innymi przez Luísa de Camõesa w Luzjadach.
As armas e os barões assinalados,

Que da ocidental praia Lusitana,

Por mares nunca de antes navegados,

Passaram ainda além da Taprobana,

Em perigos e guerras esforçados,

Mais do que prometia a força humana,

E entre gente remota edificaram

Novo Reino, que tanto sublimaram;

 (Luís Vaz de Camões, Os Lusíadas)
Oktawa należy do najczęściej wykorzystywanych strof, natomiast zwrotka sześciowersowa rymowana abccba, zastosowana przez Roberta Browninga w wierszu Spotkanie w nocy trafia się bardzo rzadko.
Szara głąb morza, długi, ciemny ląd;

 Ogromny, żółty półksiężyca róg;

 Nagły, syczący, nieprzytomny tan

 Zbudzonych ze snu kędzierzawych pian —

 Lotne me czółno szybki toczy łuk,

W piasku wilgotnym zgasł już jego prąd.

 (tłum. Jan Kasprowicz)